# Роттенбух
Роттенбух (нім. Rottenbuch) — громада в Німеччині, розташована в землі Баварія. Підпорядковується адміністративному округу Верхня Баварія. Входить до складу району Вайльгайм-Шонгау. Центр об'єднання громад Роттенбух.
Площа — 31,45 км2. Населення становить 1818 ос. (станом на 31 грудня 2020).